# Tricyphona fenderiana
Tricyphona (Tricyphona) fenderiana là một loài ruồi trong họ Pediciidae. Chúng phân bố ở vùng sinh thái Nearctic.